# Bathyporeia pelagica
Bathyporeia pelagica is een gravend kniksprietkreeftje uit de familie Bathyporeiidae. De wetenschappelijke naam van de soort is voor het eerst geldig gepubliceerd in 1856 door Charles Spence Bate.